# English Football League Trophy
La English Football League Trophy, actualmente llamado Bristol Street Motors Trophy por motivos de patrocinio, es una competición oficial de fútbol inglesa en la que participan los equipos de las dos últimas divisiones profesionales de la Football League, la League One y la League Two, la tercera y la cuarta división del fútbol profesional inglés. Adicionalmente, entre las temporadas 2000/01 a 2005/06, participaron algunos de los mejores equipos de la Football Conference, quinta división del fútbol inglés (actualmente denominada «National League»). En el año 2016 comenzaron a participar en la competición equipos filiales de los clubes de la Premier League y el Championship. Inicialmente la competición se denominó Associate Member's Cup, aunque el nombre ha ido variando históricamente en función de sus patrocinadores.
Los clubes son divididos geográficamente en dos grupos Norte y Sur de acuerdo a su ubicación geográfica. Debido a que 48 no es una potencia par de 2 (necesaria para un torneo eliminatorio), el sistema de competencia ha variado, a veces los clubes jugaban liguillas de a tres, otras veces (como en la actual temporada), algunos eran dados exenciones debido a rango. La adición de 8 o 12 clubes de la Conference no ha solucionado el problema (lo óptimo sería 16, pero eso es dos tercios de la quinta división).
El sistema de competición es por eliminatorias a partido único. La final se disputa en territorio neutral

## Patrocinadores
- (1984/85–1986/87) Freight Rover Trophy
- (1987/88–1988/89) Sherpa Van Trophy
- (1989/90–1991/92) Leyland DAF Cup
- (1992/93–1993/94) Autoglass Trophy
- (1994/95–1999/00) Auto Windscreens Shield
- (2000/01–2006/07) LDV Vans Trophy
- (2007/08–2015/16) Johnstone's Paint Trophy
- (2016/17–2018/19) Checkatrade Trophy
- (2019/20–2020/21) Leasing.com Trophy
- (2021/22–) Papa John's Trophy

Fuentes:

## Finales
| Temporada | Campeón                 | Resultado      | Subcampeón        | Sede de la final            | Asistencia              |
| --------- | ----------------------- | -------------- | ----------------- | --------------------------- | ----------------------- |
| 1981-82   | Grimsby Town            | 3 - 2          | Wimbledon         | Blundell Park, Cleethorpes  | 3,423                   |
| 1982-83   | Millwall                | 3 - 2          | Lincoln City      | Sincil Bank, Lincoln        | 3,142                   |
| 1983-84   | Bournemouth             | 2 - 1          | Hull City         | Boothferry Park, Hull       | 6,544                   |
| 1984-85   | Wigan Athletic          | 3 - 1          | Brentford         | Wembley Stadium             | 39,897                  |
| 1985-86   | Bristol City            | 3 - 0          | Bolton Wanderers  | Wembley Stadium             | 54,502                  |
| 1986-87   | Mansfield Town          | 1 - 1          | Bristol City      | Wembley Stadium             | 58,586                  |
| 1987-88   | Wolverhampton Wanderers | 2 - 0          | Burnley           | Wembley Stadium             | 80,841                  |
| 1988-89   | Bolton Wanderers        | 4 - 1          | Torquay United    | Wembley Stadium             | 46,513                  |
| 1989-90   | Tranmere Rovers         | 2 - 1          | Bristol Rovers    | Wembley Stadium             | 48,402                  |
| 1990-91   | Birmingham City         | 3 - 2          | Tranmere Rovers   | Wembley Stadium             | 58,750                  |
| 1991-92   | Stoke City              | 1 - 0          | Stockport County  | Wembley Stadium             | 48,339                  |
| 1992-93   | Port Vale               | 2 - 1          | Stockport County  | Wembley Stadium             | 35,885                  |
| 1993-94   | Swansea City            | 1 - 1          | Huddersfield Town | Wembley Stadium             | 47,773                  |
| 1994-95   | Birmingham City         | 1 - 0          | Carlisle United   | Wembley Stadium             | 76,663                  |
| 1995-96   | Rotherham United        | 2 - 1          | Shrewsbury Town   | Wembley Stadium             | 35,235                  |
| 1996-97   | Carlisle United         | 0 - 0          | Colchester United | Wembley Stadium             | 45,077                  |
| 1997-98   | Grimsby Town            | 2 - 1          | Bournemouth       | Wembley Stadium             | 62,432                  |
| 1998-99   | Wigan Athletic          | 1 - 0          | Millwall          | Wembley Stadium             | 55,349                  |
| 1999-00   | Stoke City              | 2 - 1          | Bristol City      | Wembley Stadium             | 75,057                  |
| 2000-01   | Port Vale               | 2 - 1          | Brentford         | Millennium Stadium, Cardiff | 25,654                  |
| 2001-02   | Blackpool               | 4 - 1          | Cambridge United  | Millennium Stadium, Cardiff | 20,287                  |
| 2002-03   | Bristol City            | 2 - 0          | Carlisle United   | Millennium Stadium, Cardiff | 50,913                  |
| 2003-04   | Blackpool               | 2 - 0          | Southend United   | Millennium Stadium, Cardiff | 34,031                  |
| 2004-05   | Wrexham                 | 2 - 0          | Southend United   | Millennium Stadium, Cardiff | 36,216                  |
| 2005-06   | Swansea City            | 2 - 1          | Carlisle United   | Millennium Stadium, Cardiff | 42,028                  |
| 2006-07   | Doncaster Rovers        | 3 - 2          | Bristol Rovers    | Millennium Stadium, Cardiff | 59,024                  |
| 2007-08   | Milton Keynes Dons      | 2 - 0          | Grimsby Town      | Wembley Stadium, Londres    | 56,618                  |
| 2008-09   | Luton Town              | 3 - 2          | Scunthorpe United | Wembley Stadium, Londres    | 55,378                  |
| 2009-10   | Southampton             | 4 - 1          | Carlisle United   | Wembley Stadium, Londres    | 73,476                  |
| 2010-11   | Carlisle United         | 1 - 0          | Brentford         | Wembley Stadium, Londres    | 40,476                  |
| 2011-12   | Chesterfield            | 2 - 0          | Swindon Town      | Wembley Stadium, Londres    | 49,602                  |
| 2012-13   | Crewe Alexandra         | 2 - 0          | Southend United   | Wembley Stadium, Londres    | 43,842                  |
| 2013-14   | Peterborough United     | 3 - 1          | Chesterfield      | Wembley Stadium, Londres    | 35,663                  |
| 2014-15   | Bristol City            | 2 - 0          | Walsall           | Wembley Stadium, Londres    | 72,315                  |
| 2015-16   | Barnsley                | 3 - 2          | Oxford United     | Wembley Stadium, Londres    | 59,230                  |
| 2016-17   | Coventry City           | 2 - 1          | Oxford United     | Wembley Stadium, Londres    | 74,434                  |
| 2017-18   | Lincoln City            | 1 - 0          | Shrewsbury Town   | Wembley Stadium, Londres    | 41,261                  |
| 2018-19   | Portsmouth              | 2 - 2 (5:4 p.) | Sunderland        | Wembley Stadium, Londres    | 85,021                  |
| 2019-20   | Salford City            | 0 - 0 (4:2 p.) | Portsmouth        | Wembley Stadium, Londres    | No hubo por la pandemia |
| 2020-21   | Sunderland              | 1 - 0          | Tranmere Rovers   | Wembley Stadium, Londres    | No hubo por la pandemia |
| 2021-22   | Rotherham United        | 4 - 2 (pró.)   | Sutton United     | Wembley Stadium, Londres    | 30,688                  |
| 2022-23   | Bolton Wanderers        | 4 - 0          | Plymouth Argyle   | Wembley Stadium, Londres    | 79,389                  |
| 2023-24   | Peterborough United     | 2 - 1          | Wycombe Wanderers | Wembley Stadium, Londres.   | 42,252                  |
| 2024-25   | Peterborough United     | 2 - 0          | Birmingham City   | Wembley Stadium, Londres.   | 71,722                  |

## Títulos por club
| Club                    | Campeón | Subcampeón | Años campeón     | Años subcampeón        |
| ----------------------- | ------- | ---------- | ---------------- | ---------------------- |
| Bristol City            | 3       | 2          | 1986, 2003, 2015 | 1987, 2000             |
| Peterborough United     | 3       | -          | 2014, 2024, 2025 | ---                    |
| Carlisle United         | 2       | 4          | 1997, 2011       | 1995, 2003, 2006, 2010 |
| Birmingham City         | 2       | 1          | 1991, 1995       | 2025                   |
| Grimsby Town            | 2       | 1          | 1982, 1998       | 2008                   |
| Bolton Wanderers        | 2       | 1          | 1989, 2023       | 1986                   |
| Wigan Athletic          | 2       | -          | 1985, 1999       | ---                    |
| Blackpool               | 2       | -          | 2002, 2004       | ---                    |
| Port Vale               | 2       | -          | 1993, 2001       | ---                    |
| Stoke City              | 2       | -          | 1992, 2000       | ---                    |
| Swansea City            | 2       | -          | 1994, 2006       | ---                    |
| Rotherham United        | 2       | -          | 1996, 2022       | ---                    |
| Tranmere Rovers         | 1       | 2          | 1990             | 1991, 2021             |
| Bournemouth             | 1       | 1          | 1984             | 1998                   |
| Millwall                | 1       | 1          | 1983             | 1999                   |
| Chesterfield            | 1       | 1          | 2012             | 2014                   |
| Lincoln City            | 1       | 1          | 2018             | 1983                   |
| Portsmouth              | 1       | 1          | 2019             | 2020                   |
| Sunderland              | 1       | 1          | 2021             | 2019                   |
| Mansfield Town          | 1       | -          | 1987             | ---                    |
| Wolverhampton Wanderers | 1       | -          | 1988             | ---                    |
| Wrexham                 | 1       | -          | 2005             | ---                    |
| Doncaster Rovers        | 1       | -          | 2007             | ---                    |
| MK Dons                 | 1       | -          | 2008             | ---                    |
| Luton Town              | 1       | -          | 2009             | ---                    |
| Southampton             | 1       | -          | 2010             | ---                    |
| Crewe Alexandra         | 1       | -          | 2013             | ---                    |
| Barnsley                | 1       | -          | 2016             | ---                    |
| Coventry City           | 1       | -          | 2017             | ---                    |
| Salford City            | 1       | -          | 2020             | ---                    |
| Brentford               | -       | 3          | ---              | 1985, 2001, 2011       |
| Southend United         | -       | 3          | ---              | 2004, 2005, 2013       |
| Stockport County        | -       | 2          | ---              | 1992, 1993             |
| Bristol Rovers          | -       | 2          | ---              | 1990, 2007             |
| Oxford United           | -       | 2          | ---              | 2016, 2017             |
| Shrewsbury Town         | -       | 2          | ---              | 1996, 2018             |
| Wimbledon               | -       | 1          | ---              | 1982                   |
| Hull City               | -       | 1          | ---              | 1984                   |
| Burnley                 | -       | 1          | ---              | 1988                   |
| Torquay United          | -       | 1          | ---              | 1989                   |
| Huddersfield Town       | -       | 1          | ---              | 1994                   |
| Colchester United       | -       | 1          | ---              | 1997                   |
| Cambridge United        | -       | 1          | ---              | 2002                   |
| Scunthorpe United       | -       | 1          | ---              | 2009                   |
| Swindon Town            | -       | 1          | ---              | 2012                   |
| Walsall                 | -       | 1          | ---              | 2015                   |
| Sutton United           | -       | 1          | ---              | 2022                   |
| Plymouth Argyle         | -       | 1          | ---              | 2023                   |
| Wycombe Wanderers       | -       | 1          | ---              | 2024                   |